# Принципи і категорії психології
«Принципи і категорії психології» — монографія українського психолога О. М. Ткаченка (1939—1985).

## Історія створення
Монографія «Принципи і категорії психології» є першим у вітчизняній психології теоретико-методологічним обґрунтуванням сучасної психологічної науки, в ній сформульовано ряд методологічних принципів, узагальнено категоріальний апарат.
В основу монографії було покладено матеріали спецкурсу «Методологічні проблеми психології», який автор читав на для студентів відділення психології Київського державного університету ім. Т. Г. Шевченка більше 10 років.
Книга пройшла серйозну перевірку на шляху до публікації. Її доля вирішувалася дуже високими науковими інстанціями двох всесоюзних академій, які влаштували книзі серйозний іспит, оскільки вона складала досить потужну конкуренцію російській школі методології психології. 
Рукопис книги обговорювався не лише колективом викладачів відділення психології Київського університету, в якому працював автор, а й співробітниками сектора проблем психології наукової творчості Інституту історії природознавства та техніки АН СРСР  та членами бюро Наукової ради з історії та теорії розвитку психології при АПН СРСР. 
В результаті тривалої наукової дискусії, не без підтримки деяких авторитетних вчених, зокрема – М. Г. Ярошевського, рукопис було схвалено і рекомендовано до друку Науковою радою з історії та теорії розвитку психології при АПН СРСР та Редакційно-видавничою радою КДУ ім. Т. Г. Шевченка.
Поява монографії стала знаковою подією для вітчизняної психології. Вона значною мірою порушувала майже цілковиту монополію російських вчених в галузі методології радянської психології. Завдяки книзі її автор став в один ряд з такими класиками вітчизняної психології, як Г. С. Костюк, О. В. Запорожець, В. А. Роменець та інші. На жаль, О. М. Ткаченко трагічно загинув через декілька років після виходу книги і не встиг розвинути свою концепцію далі. 

## Короткий опис
У монографії автором ставилось завдання розробки і висвітлення ряду принципових питань психологічної теорії, передусім — вчення про категоріальний лад психологічної науки. У авторський концепції структура психології розглядається як системи наукових знань і аналізується логіка її розвитку.
Докладно висвітлюються загальні тенденції розвитку категоріального ладу психології, важливими структурними утвореннями якого є категорії, принципи та методологічні проблеми, що описують різні рівні активності поведінки людини.
При цьому розгляд окремих структурних утворень (категорій, принципів, проблем) та зв'язків між ними підпорядковано вивченню особливостей еволюції цілого (категоріального ладу).
Особлива увага приділена визначенню категоріальної «мережі», що має описувати соціально зумовлені рівні детермінації поведінки. Зокрема, здійснено спробу окреслити науково-категоріальний апарат особистісного рівня активності суб'єкта діяльності та вичленувати висхідну одиницю його аналізу.
У роботі, як це було прийнято на той час, значне місце займає розгляд принципів марксистської психології, як важливих елементів її категоріального ладу, зокрема, принципу детермінізму та основних його історичних форм. Проте — дана монографія не обмежується положеннями, які пов'язані з панівною ідеологією, її зміст набагато ширший і за своїм значенням вона помітно випередила свій час.

### Зміст монографії
Вступ
Розділ I. Структура психології як системи знань і логіка її розвитку (до постановки проблеми)
Розділ II. Принципи психологічної науки
Розділ III. Психофізіологічна проблема
Розділ IV. Психогностична проблема та категорія «образ»
Розділ V. Психопраксична проблема і категорія «дія»
Розділ VI. Категорія мотиву і проблема активації поведінки
Розділ VII. Психосоціальна проблема і категорії, що фіксують суспільно зумовлений рівень активності поведінки
Розділ VIII. Особистість та її відображення в категоріальному ладі психології
Післямова

## Значення монографії О.Ткаченка для розвитку вітчизняної психології
В книзі повністю висвітлено основний доробок автора в галузі теорії та методології сучасної психології, в якому він, проаналізувавши і узагальнивши методологічні здобутки класиків радянської психології запропонував власний варіант систематизації принципів і категорій психологічної науки. Вона вважається однією з найкращих монографій української психологічної науки, і не лише української. На ній вчилось не одне покоління вітчизняних психологів. Наукові здобутки, висвітлені в книзі не втратили своєї актуальності донині. 
Книга отримала багато схвальних відгуків від наукової громадськості за весь час після її появи у 1979 році. 
Доктор психологічних наук, професор О. П. Хохліна у статті (2015), присвяченій аналізу основоположних методологічних принципів психології на основі концепції О. М. Ткаченка, пише:

«На особливу увагу заслуговує найбільш сучасна логічно побудована концепція змісту основоположних принципів психології, яку розробив О. М. Ткаченко. Кожне психічне явище, на його думку, слід розглядати як: причинно зумовлене (принцип детермінізму); продукт і умову відображення (принцип відображення); існуюче завдяки діяльності (принцип єдності психіки й діяльності); прояв специфічно якісного рівня розвитку психіки суб’єкта (принцип розвитку); особливу систему і водночас елемент іншої, більш складної системи (принцип системності). Таким чином, зміст основоположних принципів висвітлює природу психічних явищ у різних аспектах, що забезпечує повноту його опису».

Доктор психологічних наук, професор В. В. Рибалка у книзі «Методологічні проблеми наукової психології» (2017) так висловлюється про книгу:

«...нас вразила завершеність, гармонійність системи методологічних принципів і категорій вітчизняної психологічної науки, розробленої професором О. М. Ткаченком і представленої у його відомій монографії 1979 року».

Доктор психологічних наук, професор О. Р. Малхазов у книзі «Психологія праці» (2010) дає наступну оцінку досягненням О. М. Ткаченка: 

«Фундаментальну систематизацію загальнопсихологічних принципів здійснив український психолог О. М. Ткаченко. Так, на його думку, принцип детермінізму визначає причини виникнення психіки у філогенезі та онтогенезі, закономірну зумовленість психічних властивостей особистості. Детермінантами психіки є процес і продукт взаємодії суб’єкта з об’єктом. Автор виділяє три види детермінації, залежно від рівня розгляду суб’єкта — як організму, як індивіда, як особистості.

У навчальному посібнику «Психологія» (2005), де є посилання на дану книгу, внесок О. М. Ткаченка охарактеризовано таким чином:

«Найбільш повний виклад тих методологічних принципів, що були розроблені у радянській психології (які хоча й розроблені на засадах філософії діалектичного матеріалізму, але певним чином відповідають і вимогам західної академічної психології, побудованої на принципах позитивізму) дає український психолог О. М. Ткаченко. Згідно йому, суб’єкт (людина) взаємодіє з об’єктом (дійсністю) на трьох основних рівнях: організму, індивіда, особистості. Ці рівні стають визначальними у тлумаченні методологічних принципів: детермінізму, відображення, єдності свідомості та діяльності, розвитку, системно-структурного».

Посібник «Основи психології і педагогіки» (3 видання 2003, 2006 і 2012 років) містить наступний аналіз доробку О. М. Ткаченка в галузі теорії та методології сучасної психології, який відображений у його книзі: 

«Принципи, на яких ґрунтується методологія сучасної вітчизняної психології, поступово викристалізувалися в дослідженнях Л. Виготського, Б. Ананьєва, С. Рубінштейна, Г. Костюка, О. Леонтьева та ін. До основних із них — детермінізму, єдності психіки і діяльності, розвитку психіки в діяльності — український психолог О. Ткаченко (нар. 1941) додав ще два — відображення і системності.
<...> Принцип відображення означає, що всі психічні функції генетично спрямовані на відображення дійсності. Випереджуючи фізичний контакт людини з об’єктом, психічне відображення сигналізує про значущі для неї об’єкти — воно має сигнальний характер. Образ світу, що є продуктом відображення, орієнтує людину в середовищі, створює основу для її активності, виконуючи регулятивну функцію. Без неї психічне відображення втратило б своє значення.
Принцип системності вимагає розглядати психіку як складну систему взаємопов'язаних психічних явищ. На цій підставі О. Ткаченко вважає його узагальнюючим. Згідно з принципом системності у процесі наукового пізнання всі принципи психології треба використовувати у взаємозв'язку».